# Archiv Bürgerbewegung Leipzig
Das Archiv Bürgerbewegung Leipzig e.V. (ABL) wurde im Mai 1991 von ehemaligen aktiven Mitgliedern kirchlicher Basisgruppen und verschiedener Oppositionsgruppen in der DDR gegründet. Das Archiv sammelt vor allem Selbstzeugnisse der DDR-Opposition und der ab 1989/90 entstandenen Parteien und Verbänden.

## Geschichte
Die Gründung des Archivs geht auf den Sommer 1990 zurück, als der Historiker Klaus Roewer nach Leipzig kam, um über die Oppositionsbewegungen in Leipzig zu promovieren. Hier lernte er den Bürgerrechtler Uwe Schwabe kennen, woraufhin die Idee entstand, Materialien der Oppositionsbewegungen systematisch zu sammeln, zunächst in Roewers Privatwohnung.
Die Grundlage der Bestände bildet die „Markusbibliothek“, die 1988 parallel zur Berliner Umwelt-Bibliothek und anderen Umweltbibliotheken gegründet wurde. Diese Bibliothek wurde von Oppositionellen unter der Leitung des Pfarrers der Markusgemeinde Rolf-Michael Turek als Organisationszentrum genutzt. So konnten hier oppositionelle Publikationen eingesehen werden.  Ab September 1989 sammelten die Aktivisten gezielt Materialien zu den Montagsdemonstrationen, insbesondere zu Festnahmen.
Im Mai 1991 gründeten Roewer und Schwabe mit anderen ehemaligen Oppositionellen aus Leipzig das „Archiv Bürgerbewegung Leipzig e.V.“.
Seit 1999 wird das Archiv durch die Stadt Leipzig und die Stiftung Sächsische Gedenkstätten gefördert, einzelne Projekte wurden darüber hinaus von der Bundesstiftung zur Aufarbeitung der SED-Diktatur sowie der Sächsischen Staatskanzlei gefördert.
Im Jahr 2014 war das Archiv Bürgerbewegung Leipzig e.V. Preisträger des Deutschen Nationalpreises.

## Bestände

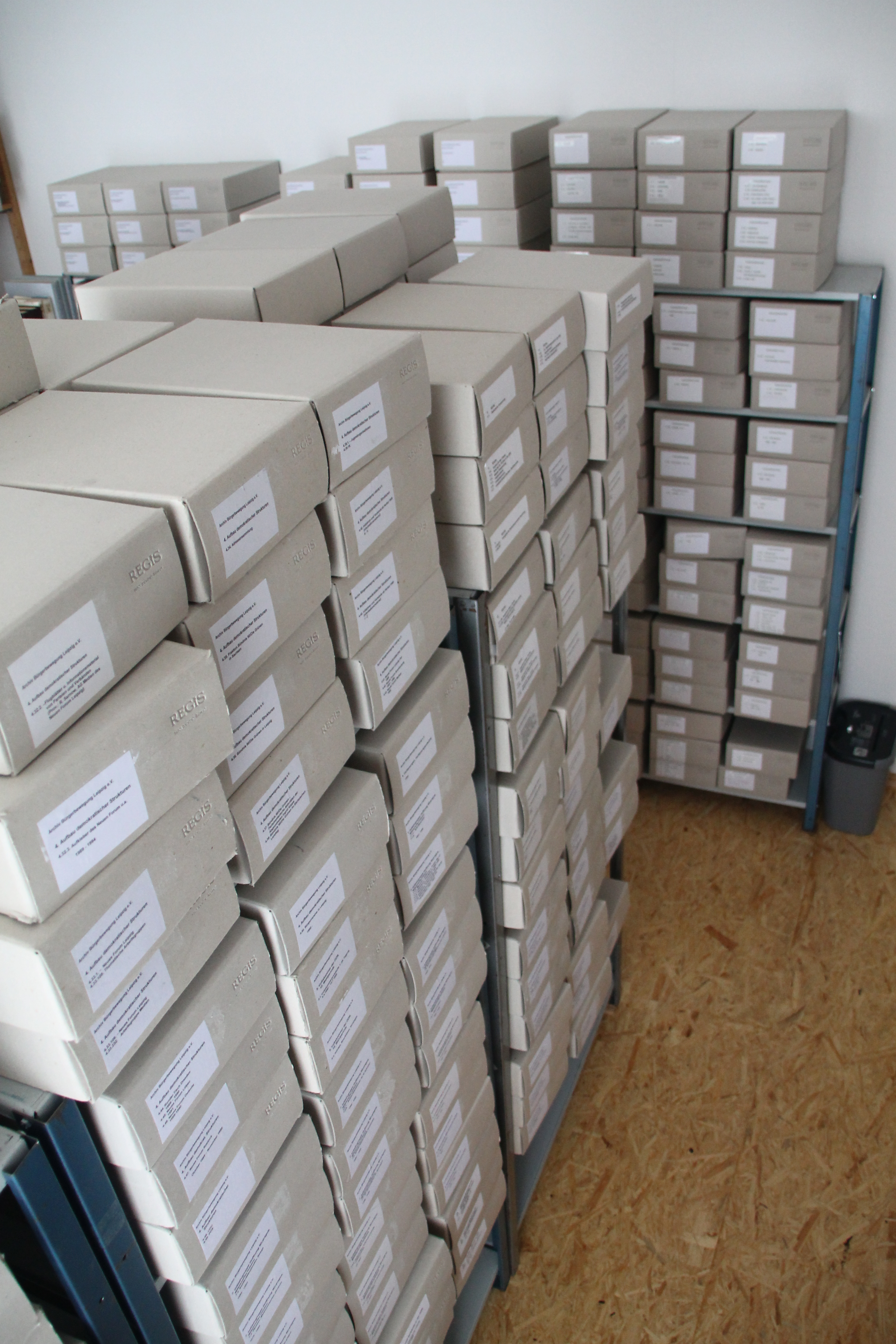
Bestände des ABL

Das Ziel des Archivs ist es, Selbstzeugnisse und Quellen zur DDR-Opposition und der 1989/90 entstandenen Parteien und Gruppen zu sammeln, aufzubewahren, zu erschließen und der Öffentlichkeit zugänglich zu machen. Wobei der regionale Fokus auf dem ehemaligen DDR-Bezirk Leipzig liegt.
Insgesamt umfassen die Bestände über 220 laufende Meter.
Den Großteil des Archivbestands stellt die Dokumentensammlung dar, welche unter anderem Flugschriften, Unterlagen oppositioneller Gruppen, Tagebücher und Augenzeugenberichte umfasst. Daneben befindet sich eine umfangreiche Sammlung von Samisdat-Schriften im Depot des Archivs.
Darüber hinaus verfügt das Archiv über eine Sammlung von 12.000 Fotografien, die oppositionelles Verhalten, Subkulturen der DDR und verschiedene Demonstrationen (insbesondere der Montagsdemonstrationen) dokumentieren.
Des Weiteren verfügt das Archiv über einen Video- und Audiobestand (unter anderem Zeitzeugeninterviews) sowie über eine Plakat- und Zeitungssammlung. Eine thematisch entsprechende Präsenzbibliothek mit etwa 2.500 Büchern steht den Nutzern zur Verfügung.
Seit 2016 finden aus Bestandschutzgründen schrittweise Digitalisierungsmaßnahmen statt.
Seit 2019 werden die Bestände des ABL (zusammen mit Beständen des Martin-Luther-King-Zentrum Werdau und der Umweltbibliothek Großhennersdorf) in einer Online-Datenbank schrittweise recherchierbar gemacht.

## Arbeit
Das Archiv bietet des Weiteren verschiedene Bildungsangebote an, insbesondere in Form von Wanderausstellungen. Diese werden vom Archiv an Bildungsträger (u. a. Universitäten, Schulen Museen, Gedenkstätten usw.) kostenlos weiter gegeben.
Es werden jährlich mehrere Kurse im Rahmen der politischen Bildung für Schulklassen und Seminargruppen angeboten. Darüber hinaus organisiert ein Mitarbeiter des Archivs seit 2005/06 das Projekt Stolpersteine in Leipzig.

## Projekte (Auswahl)
- Schülerprojekt Rotstift - Mediengeschichte der DDR
- Multimediales Schülerprojekt Mit Engagement zur Sächsischen Verfassung (https://www.archiv-buergerbewegung.de/images/verfassungskoffer/Infoblatt_Verfassungskoffer_2016_12_12.pdf)
- Revolutionskarte der DDR
- Chronik der Demonstrationen (https://www.archiv-buergerbewegung.de/themen-sammlung/demonstrationen)

## Ausstellungen (Auswahl)
- Plakatausstellung Verordnete Solidarität
- Virtuelle Ausstellung Rotstift (http://rotstift.archiv-buergerbewegung.de/)
- Revolution ist weiblich
- ALL YOU NEED IS BEAT
- Gelenkte Frei-Zeit – DDR-Lebenswelten in der Ära Honecker

## Auszeichnungen
- Deutscher Nationalpreis 2014

## Publikationen
- „Rotstift – Medienmacht, Zensur und Öffentlichkeit in der DDR“, herausgegeben vom Archiv Bürgerbewegung Leipzig e.V., ist die Begleitbroschüre zur gleichnamigen Wanderausstellung des Archivs aus dem Jahr 2014. Gefördert mit Mitteln des Freistaates Sachsen / Förderrichtlinie 25 Jahre Friedliche Revolution.
- »Wir haben nur die Straße« - Die Reden auf den Leipziger Montagsdemonstrationen 1989/90. Eine Dokumentation. Im Auftrag des Archivs Bürgerbewegung Leipzig e.V. herausgegeben von Achim Beier und Uwe Schwabe. - Mitteldeutscher Verlag Halle (Saale), 2016.
- Rainer Eckert: Opposition, Widerstand und Revolution. Widerständiges Verhalten in Leipzig im 19. und 20. Jahrhundert. Herausgegeben vom Archiv Bürgerbewegung Leipzig e.V. Gedruckt mit freundlicher Unterstützung der Bundesstiftung zur Aufarbeitung der SED-Diktatur. Mitteldeutscher Verlag 2014, ISBN 978-3-95462-343-3
- Thomas Mayer: Helden der Deutschen Einheit : 20 Porträts von Wegbereitern aus Sachsen. Herausgegeben vom Archiv Bürgerbewegung Leipzig e.V. und dem Sächsischen Landesbeauftragten für die Stasi-Unterlagen. Evangelische Verlagsanstalt, Leipzig, 155 S., 2010, ISBN 978-3-374-02801-6
- Thomas Mayer: Helden der Friedlichen Revolution : 18 Porträts von Wegbereitern aus Leipzig. Schriftenreihe des Sächsischen Landesbeauftragten für die Stasi-Unterlagen, Band 10. Evangelische Verlagsanstalt, Leipzig, 152 S., 2009, ISBN 978-3-374-02712-5
- Freunde und Feinde: Dokumente zu den Friedensgebeten in Leipzig zwischen 1981 und dem 9. Oktober 1989 / hrsg. von Christian Dietrich und Uwe Schwabe. Mit einem Vorw. Von Harald Wagner. – Leipzig : Evang. Verl.-Anst., 438 S., 1994
- Enrico Heitzer: „Einige greifen der Geschichte in die Speichen.“ : Jugendlicher Widerstand in Altenburg / Thüringen 1948 bis 1950. Hrsg. v. Uwe Schwabe und Rainer Eckert. Metropol Verlag, Berlin, 228 S., 2007.
- Yvonne Liebing: All you need is beat: Jugendsubkultur in Leipzig 1957-1968. Hrsg. v. Uwe Schwabe und Rainer Eckert. Forum Verlag Leipzig, 150 S., 2005, ISBN 3-931801-55-1
- Andreas Pausch: Waffendienstverweigerung in der DDR : …das einzig mögliche und vor dem Volk noch vertretbare Zugeständnis. Hrsg. v. Uwe Schwabe und Rainer Eckert. Books on Demand, Norderstedt, 195 S., 2004, ISBN 3-8334-1558-4